# Савельевка (Тюльганский район)
Савельевка — село в Тюльганском районе Оренбургской области в составе Екатеринославского сельсовета. 

## География
Находится на расстоянии примерно 11 километров по прямой на запад от районного центра поселка  Тюльган.

## История
Село упоминается с 1910 года как хутор с русским населением. В 1917 году на хуторе было 65 дворов, число жителей 426.

## Население
Население составляло 25 человек в 2002 году (татары 36%),  10 по переписи 2010 года.